# De Dion-Bouton 30 CV

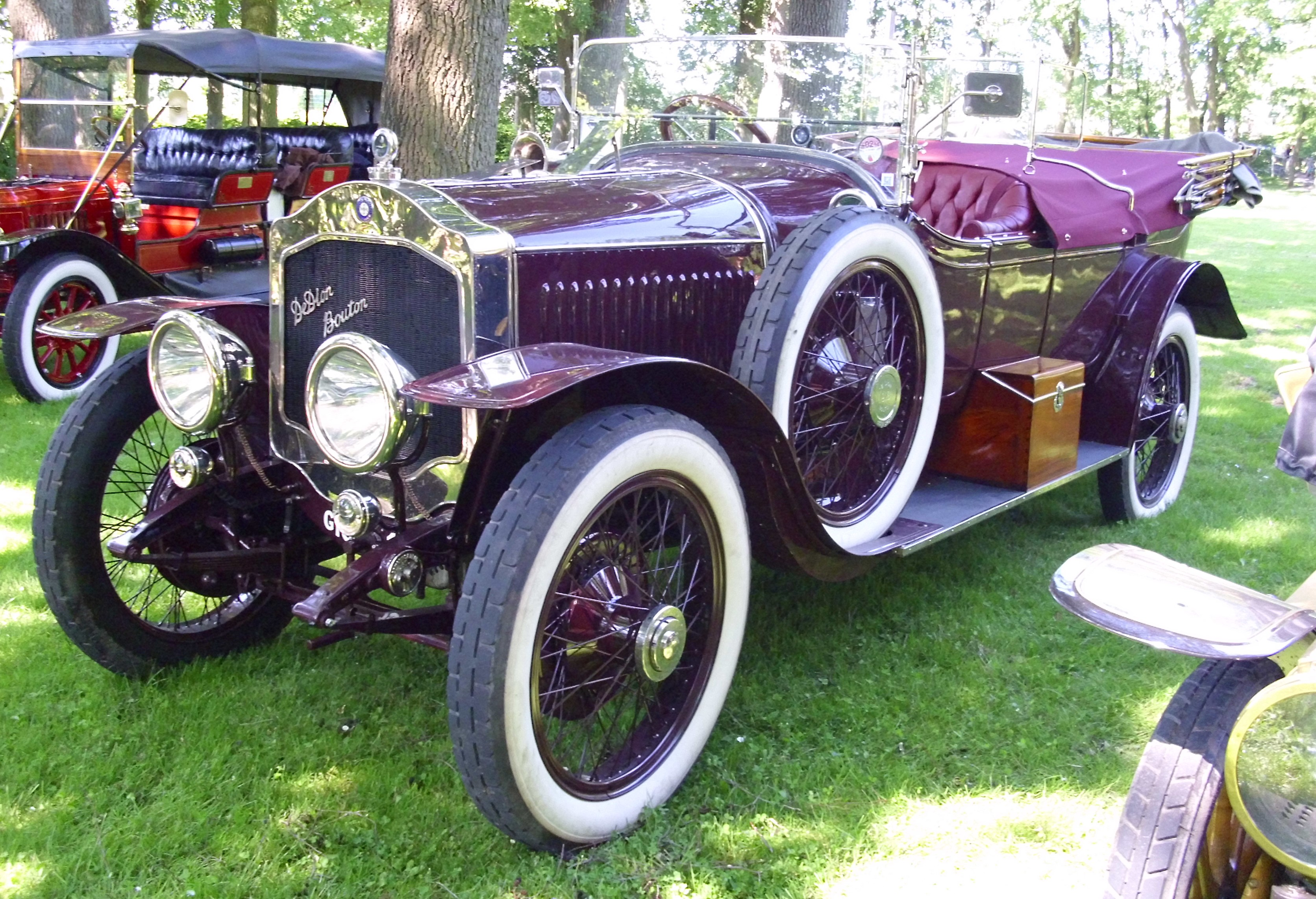
De Dion-Bouton Type EF

Der De Dion-Bouton 30 CV war eine Pkw-Modellreihe des französischen Automobilherstellers De Dion-Bouton aus der Zeit vor dem Zweiten Weltkrieg. Dabei stand das CV für die Steuer-PS. Zu dieser Modellreihe gehörten:
- De Dion-Bouton Type AY (1907)
- De Dion-Bouton Type BJ (1908–1909)
- De Dion-Bouton Type BU (1909)
- De Dion-Bouton Type EF (1913)